# Ria Formosa
A Ria Formosa lagúna Algarvéban található, Portugália déli részén. A lagúna hat a tengerrel kapcsolatban álló szigetet és szintén hat kis tengeröblöt tartalmaz. A hat öböl közül öt természetes eredetű és változékony kiterjedése, partvonala. A hatodik öblöt mesterségesen alakították ki azzal a céllal, hogy Faro kikötője könnyebben elérhetővé váljon.
Manapság a legfőbb öböl a Faro-Olhão-öböl, amelyet mesterségesen hoztak létre. a munkálatokat 1927-ben kezdték és 1952-re a mérnöki munkák befejeződtek és azóta jelenlegi formájában van az öböl. 

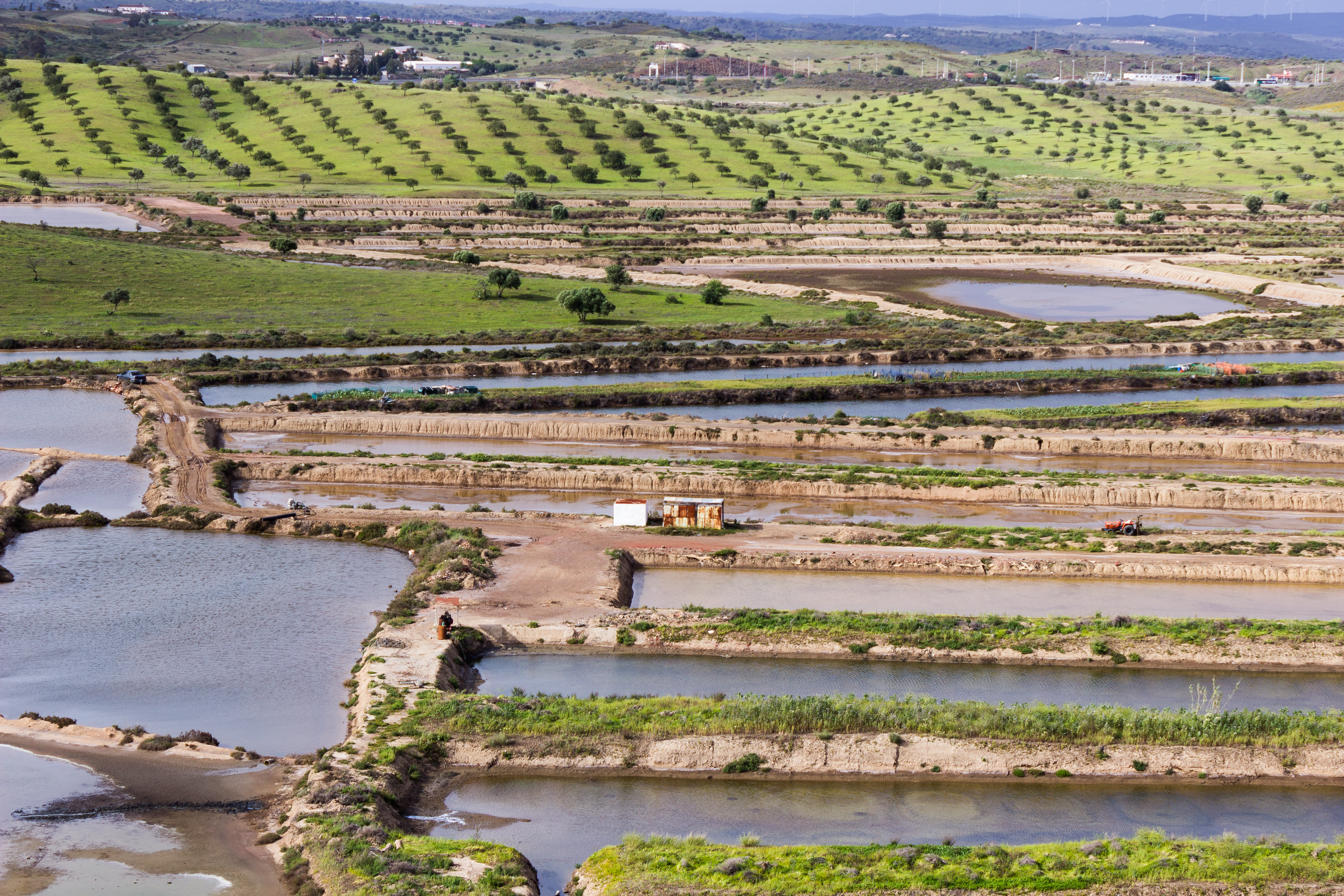
Ria Formosa látképe

A Ria Formosa rendszeren belül különböző és néha egymásnak ellentmondó hasznosítási célokat találunk. A rendszer egy része nemzeti park, de ugyanakkor a régió gazdaságában az öbölrendszer egyúttal fontos szerepet tölt be. Az öbölrendszer idegenforgalmi hasznosításán túl működik itt kagylótelep és a farói kikötő.
A Ria Formosa 170 km²-es nemzeti parkját többek közt azért jelölték ki, mert tavasszal és nyár végén költöző madarak ezrei lepik el a környező vizeket.
Az öbölrendszer környéki legfontosabb városok Tavira, Faro és Olhão.
További kisvárosok a környéken: Fuzeta (mely Olhão községhez tartozik), Santa Luzia, Cabanas de Tavira (melyek Tavira községhez tartoznak) és Cacela Velha (mely Vila Real de Santo António községhez tartozik).
Cabanas de Tavira városában számos étterem, bár és szórakozóhely működik.
A környék strandjai a következők: Vale do Lobo, Faro-sziget, Culatra, Barril, Tavira-sziget, Cabanas de Tavira, Cacela Velha és Manta Rota. Barril tengerpartja számos naturistát vonz.

## Fordítás
Ez a szócikk részben vagy egészben  a   Ria Formosa című angol Wikipédia-szócikk ezen változatának fordításán alapul.  Az eredeti cikk szerkesztőit annak laptörténete sorolja fel. Ez a jelzés csupán a megfogalmazás eredetét és a szerzői jogokat jelzi, nem szolgál a cikkben szereplő információk forrásmegjelöléseként.